# Высокий (Ростовская область)
Высо́кий — посёлок в Заветинском районе Ростовской области. Входит в состав Тюльпановского сельского поселения.

## История
В 1987 году указом ПВС РСФСР поселку пятой фермы присвоено наименование Высокий.

## Население
Динамика численности населения
| 2002 |
| ---- |
| 198  |

| 2010 |
| ---- |
| 142  |

## Улицы
- проезд Луговой,
- ул. Степная.